# ماتياس ليندنر
ماتياس ليندنر (بالألمانية: Matthias Lindner)‏ (5 أكتوبر 1965 بغريما في ألمانيا - ) هو لاعب كرة قدم ألماني (وحمل سابقاً جنسية ألمانيا الشرقية) في مركز الدفاع. شارك مع منتخب ألمانيا الشرقية لكرة القدم. أما مع النوادي، فقد لعب مع ساتشسين لايبزيغ وكارل زايس يينا ولوكوموتيف لايبزيغ.

## وصلات خارجية
- ماتياس ليندنر على موقع قاعدة بيانات كرة القدم.إي يو (الإنجليزية)
- ماتياس ليندنر على موقع بيانات كرة القدم. دي إي (الألمانية)
- ماتياس ليندنر على موقع ناشيونال فوتبول تيمز (الإنجليزية)
- ماتياس ليندنر على موقع عالم كرة القدم.نت (الإنجليزية)